# Куликівська сільська рада (Городнянський район)
Куликі́вська сільська́ ра́да — адміністративно-територіальна одиниця та орган місцевого самоврядування в Городнянському районі Чернігівської області. Адміністративний центр — село Куликівка.

## Загальні відомості
Куликівська сільська рада утворена у 1990 році.
- Територія ради: 21,634 км²
- Населення ради: 523 особи (станом на 2001 рік)

## Населені пункти
Сільській раді були підпорядковані населені пункти:
- с. Куликівка

## Склад ради
Рада складалася з 12 депутатів та голови.
- Голова ради: Карандій Віктор Миколайович
- Секретар ради: Високос Світлана Миколаївна

### Керівний склад попередніх скликань
| Прізвище, ім'я, по батькові | Основні відомості                                                                       | Дата обрання | Дата звільнення |
| --------------------------- | --------------------------------------------------------------------------------------- | ------------ | --------------- |
| Карандій Віктор Миколайович | Сільський голова, 1966 року народження, освіта середня спеціальна, безпартійний         | 26.03.2006   | 31.10.2010      |
| Карандій Віктор Миколайович | Сільський голова, 1966 року народження, освіта середня спеціальна, член Партії регіонів | 31.10.2010   |                 |

Примітка: таблиця складена за даними сайту Верховної Ради України

### Депутати
За результатами місцевих виборів 2010 року депутатами ради стали:

#### За суб'єктами висування
| Суб'єкт висування                 | Кількість обраних депутатів | %    |
| --------------------------------- | --------------------------- | ---- |
| Самовисування                     | 8                           | 66,7 |
| Партія регіонів                   | 2                           | 16,7 |
| Політична партія «Сильна Україна» | 2                           | 16,7 |

#### За округами
| № округу                          | Прізвище, ім'я, по батькові    | Дата визнання обраним | Освіта             | Партійна приналежність                        | Відомості про обраного депутата                       |
| --------------------------------- | ------------------------------ | --------------------- | ------------------ | --------------------------------------------- | ----------------------------------------------------- |
| Партія регіонів                   |                                |                       |                    |                                               |                                                       |
| 2                                 | Сергієнко Віктор Васильович    | 05.11.2010            | середня            | член Партії регіонів                          | Городнянське управління газового господарства, слюсар |
| 6                                 | Полегенько Тетяна Григорівна   | 05.11.2010            | вища               | член Партії регіонів                          | Івашківська загальноосвітня школа, заступник директор |
| Політична партія «Сильна Україна» |                                |                       |                    |                                               |                                                       |
| 10                                | Андрос Валентина Михайлівна    | 05.11.2010            | середня            | член Політичної партії «Сильна Україна»       | Тупичівське сільське споживче товариство, продавець   |
| 11                                | Карандій Микола Миколайович    | 05.11.2010            | вища               | член Політичної партії «Сильна Україна»       | Куликівська загальноосвітня школа, вчитель            |
| Самовисування                     |                                |                       |                    |                                               |                                                       |
| 1                                 | Довгопол Леонід Васильович     | 05.11.2010            | середня            | позапартійний                                 | тимчасово не працює                                   |
| 3                                 | Мосич Володимир Михайлович     | 05.11.2010            | середня            | член Всеукраїнського об'єднання «Батьківщина» | пенсіонер                                             |
| 4                                 | Довгопол Володимир Васильович  | 05.11.2010            | середня            | позапартійний                                 | СТОВ «Віра», охоронець                                |
| 5                                 | Довгопол Григорій Васильович   | 05.11.2010            | середня            | член Всеукраїнського об'єднання «Батьківщина» | СТОВ «Віра», охоронець                                |
| 7                                 | Лобода Тетяна Федорівна        | 05.11.2010            | середня            | позапартійна                                  | ВАТ «Бобровицький молокозавод», приймальник молока    |
| 8                                 | Високос Світлана Миколаївна    | 05.11.2010            | середня            | позапартійна                                  | Куликівська сільська рада, секретар                   |
| 9                                 | Бородавко Олександр Васильович | 05.11.2010            | середня            | позапартійний                                 | тимчасово не працює                                   |
| 12                                | Високос Михайло Васильович     | 05.11.2010            | середня спеціальна | член Всеукраїнського об'єднання «Батьківщина» | тимчасово не працює                                   |